# Mylenium Tour
Mylenium Tour, ett musikalbum på  cd och dvd av Mylène Farmer, släppt den 26 mars 2001 på skivbolaget Polydor.

## Låtlista
1. Mylenium
2. L'amour Naissant
3. L'ame-stram-gram
4. Beyond My Control
5. Rever
6. Il N'y A Pas D'ailleurs
7. Mylene Is Calling
8. Optimistique-moi
9. Medley
10. Regrets
11. Desenchantee
12. Mefie-toi
13. Dessine-moi Un Mouton
14. California
15. Pas Le Temps De Vivre
16. Je Te Rends Tom Amour
17. Souviens-toi Du Jour
18. Dernier Sourire
19. Innamoramento
20. Generique De Fin